# Bistum Rubicón
Das Bistum Rubicón war eine römisch-katholische Diözese mit Sitz in Rubicón auf der Insel Lanzarote. 1485 wurde der Bischofssitz nach Las Palmas de Gran Canaria verlegt und die Diözese in Bistum Kanarische Inseln (lat.: Dioecesis Canariense Rubicense) umbenannt. 

## Castillo de Rubicón
Die Befestigungsanlage Rubicón wurde 1402 auf Veranlassung der französischen Adeligen Jean den Béthencourt und Gadifer de La Salle, mit Zustimmung der Herrscher der Ureinwohner, am südlichen Ende der Insel Lanzarote errichtet. Sie bestand hauptsächlich aus einem Wehrturm mit einer Grundfläche von etwa 50 m2. Die Anlage sollte den Landeplatz schützen, von dem aus die Franzosen den Handel zwischen der Insel und Europa abwickeln wollten. Der Bau einer Kirche sollte Rubicón auch zum Ausgangspunkt der Christianisierung der Kanarischen Inseln machen.

## Gründung der Bistums Rubicón
Am 7. Juli 1404 schuf Papst Benedikt XIII. durch die Bulle „Romanus pontifex“ das Bistum Rubicón (dioecesis rubicensis) als Suffraganbistum des Erzbistums Sevilla. Er erklärte das Castillo de Rubicón zur Stadt (ciudad rubicense) und die Kirche, die dem heiligen Martial von Limoges gewidmet war, zur Kathedrale. Die Kirche hatte eine Grundfläche von 13,5 × 7 m. Der erste Bischof, der Franziskaner Fray Alonso de San Lúcar de Barrameda, besuchte sein Bistum auf den Kanarischen Inseln nie.

## Bistum Fuerteventura
Als Folge des Abendländischen Schismas wurde 1424 durch Papst Martin V. das Bistum Fuerteventura gegründet. Der Bischofssitz war in der Stadt Betancuria. Die Diözese umfasste das Gebiet der Kanarischen Inseln mit Ausnahme der Insel Lanzarote. Dort amtierte weiterhin der Bischof von Rubicón. Im Jahr 1431 wurde das Bistum Fuerteventura aufgelöst und die Zuständigkeit des Bischofs von Rubicón für die Gesamtheit der Kanarischen Inseln wiederhergestellt.

## Verlegung des Bischofssitzes
Am 25. August 1435 billigte Papst Eugen IV. wegen der häufigen Angriffe von Piraten, unter denen die Insel Lanzarote und besonders der Ort Rubicón litten, und weil die geringe Bevölkerung Lanzarotes die Kirche und den Bischof nicht finanzieren konnte, die Verlegung des Bischofssitzes nach Las Palmas de Gran Canaria. Diese Verlegung und die Umbenennung in Bistum Kanarische Inseln (spanisch Diócesis de Canarias) konnte aber erst 1485 erfolgen, da die Eroberung der Insel Gran Canaria erst im Jahr 1483 abgeschlossen wurde. Das Bistum Rubicón hatte im Verlauf der Zeit zehn Bischöfe, von denen allerdings nur sechs auf Lanzarote lebten.